# Fucose
Fucose (Latijn: fucus, "zeewier") is een natuurlijk voorkomende enkelvoudige suiker met als brutoformule C6H12O5. Het is een zeldzaam voorbeeld van een linksdraaiende monosacharide (een L-isomeer) die biologisch actief is. Fucose behoort tot de desoxyhexoses: hexosesuikers waarbij één hydroxylgroep ontbreekt, in het geval van fucose is dit de groep op koolstof 6. Vanwege deze twee eigenschappen onderscheidt het zich structureel en functioneel van andere hexosesuikers zoals glucose en galactose.
In dieren komt fucose voornamelijk voor als onderdeel van glycanen (glycoproteïnen en glycolipiden), waar het vaak op specifieke wijze wordt toegevoegd aan de uiteinden van de koolhydraatketen. De koppeling van fucose aan glycanen – fucosylering – heeft fysiologische betekenis in onder andere cel-cel-interactie, immuunherkenning en ontwikkeling. Zo is fucose onderdeel van bloedgroepantigenen, en van liganden voor selectinen, die betrokken zijn bij de migratie van witte bloedcellen tijdens ontsteking.
Fucose wordt bij mensen hoofdzakelijk gevormd uit GDP-fucose, dat ontstaat via de de novo-route uit GDP-mannose of via een salvage-route uit vrije fucose. Defecten in deze routes kunnen leiden tot zeldzame maar ernstige aandoeningen, zoals congenitale stoornissen van de glycosylering (CDG).
In bacteriën en planten heeft fucose vaak een andere stereochemie (D-fucose). Het dient als bouwsteen voor celwandcomponenten, lipopolysachariden en andere polysachariden. Sommige pathogenen gebruiken fucosylering ook als ontwijkingsstrategie om het afweersysteem te vermijden.